# HD23405
HD23405 — хімічно пекулярна зоря спектрального класу A2, що має видиму зоряну величину в смузі V приблизно  7,2.
Вона  розташована на відстані близько 419,8 світлових років від Сонця.